# Anthophora hilaris
Anthophora hilaris är en biart som beskrevs av Smith 1879. Anthophora hilaris ingår i släktet pälsbin, och familjen långtungebin. Inga underarter finns listade i Catalogue of Life.